# Bahreinski zaljev
Bahreinski zaljev je zaljev uz zapadnu obalu Perzijskog zaljeva.

## Geografija
Bahreinski zaljev je veliki zaljev koji se nalazi na zapadnoj strani Perzijskog zaljeva, između istočne obale Saudijske Arabije i države/poluotoka Katara. Na pola puta između sjevernog vrha Katara i obale Saudijske Arabije nalazi se otočna država Bahrein, koju čini šest otoka i mnogo malih otočića. Bahreinski zaljev tako ima dva otvora prema Perzijskom zaljevu, od kojih je zapadni (između Saudijske Arabije i Bahreina) premošten nasipom. Izduženi južni dio Bahreinskog zaljeva tvori Salvaški zaljev. Jugoistočno od otoka Bahrein, a blizu obale Katara, nalazi se otočje Hawar, dio Bahreina.
Most kralja Fahda (dio Autoceste Kralja Fahda) povezuje Saudijsku Arabiju s otokom Bahreinom, a svečano je otvoren 26. studenog 1986. Sastoji se od pet mostova povezanih inače čvrstim nasipima, a dizajn je odabran kako bi se pokušao minimizirati utjecaj na okoliš. U planu je i drugi nasip, Nasip Katar-Bahrein, koji će povezati Bahrein s Katarom. Ovaj će biti čvrst oko polovice svoje duljine, a druga polovica će biti most. Izgradnja nasipa vjerojatno će imati značajan učinak na cirkulaciju vode u Zaljevu.

## Flora i fauna
Otočje Hawar, tik uz obalu Katara, uvršteno je na popis Ramsarskih područja 1997. oni su dom mnogim vrstama ptica uključujući perzijski vrance (Phalacrocorax nigrogularis). Na glavnom otoku postoje mala stada arapskog oriksa i pješčane gazele  (Gazella marica).
Bahreinski zaljev je plitak i vode imaju mali toplinski kapacitet. Podložne su velikim fluktuacijama temperature, u rasponu od 14 to 35 °C oko obala. Voda je također dosta slanija (10%) nego u drugim dijelovima Perzijskog zaljeva. Oko Bahreina postoje livade morske trave, koraljni grebeni, muljevite ravnice i šikare mangrova. Ta su područja važna za bioraznolikost područja, osiguravajući staništa za beskralješnjake, riblju mlađ, kornjače i dugonge.
Bahrein širi svoje kopneno područje jaružanjem morskog dna i taloženjem materijala oko svoje obale. Godine 1963. površina Bahreina bila je 668 km2, a do 2007. iznosio je 759 km2. Opsežni koraljni grebeni u susjednim morima su uništeni, a povećani sediment u moru imao je štetan učinak na druge. Greben Fasht Adham između Bahreina i Katara oštećen je toplinskim stresom 1996. i 1998., ali je od tada gotovo potpuno uništen.

## Vanjske poveznice
|  | Zajednički poslužitelj ima još gradiva o temi Bahreinski zaljev |